# A Teenager in Love
Singles de Dion and the Belmonts
Don't Pity Me
(1958) Every Little Thing I Do
(1959)
A Teenager in Love est une chanson écrite par Doc Pomus et Mort Shuman et originellement interprétée par le groupe américain Dion and the Belmonts, sortie en 1959 en single sur le label Laurie Records.
Cette version originale atteint la 5e place aux États-Unis (dans le Hot 100 du magazine Billboard pour la semaine du 18 mai 1959).
Au Royaume-Uni, durant l'automne et l'été de 1959, la chanson figure au classement national des singles en trois versions différentes : celle de Marty Wilde, celle de Craig Douglas et celle de Dion and the Belmonts (la moins populaire des trois).
En 1995, A Teenager in Love est sélectionnée par le Rock and Roll Hall of Fame, comme l'une des « 500 chansons qui ont façonné le rock 'n' roll ».